# Scipione Lancelotti
Scipione Lancellotti (né à Rome, en 1527  et mort à Rome le 2 juin 1598) est un cardinal italien du XVIe siècle. Lancellotti est le fils du médecin du pape et l'oncle du cardinal Orazio Lancellotti (1611).

## Repères biographiques
Scipione Lancellotti  étudie  à l'université de Bologne. Il exerce des missions pour les papes Paul IV et Pie IV. Il est nommé auditeur à la rote romaine en 1565.
Le pape Grégoire XIII le crée cardinal lors du consistoire du 12 décembre 1583.
Le cardinal Lancellotti  participe au conclave de 1585, lors duquel Sixte V est élu pape. Il participe aux conclaves  de 1590 (élection d'Urbain VII  et de Grégoire XIV), au conclave de 1591 (élection d'Innocent IX) et à celui de 1592 (élection de Clément VIII). Il est nommé secrétaire des brefs apostoliques en 1585.